# No Kum-sok
Kenneth H. Rowe, né No Kum-sok le 10 janvier 1932 dans le Hamgyong du Sud en Corée du Nord pendant la colonisation japonaise et mort le 26 décembre 2022, est un militaire de la force aérienne populaire de Corée devenu transfuge le 21 septembre 1953 — quelques semaines après la fin de la guerre de Corée — en rejoignant la Corée du Sud dans un avion MiG-15.
Son appareil, moderne à l'époque, a pu être étudié par les États-Unis, et notamment par le pilote d'essai Chuck Yeager.
En 1954, No Kum-sok s'est installé aux États-Unis pour devenir ingénieur et a pris la nationalité américaine.
Sa première biographie, The Great Leader and the Fighter Pilot: The True Story of the Tyrant Who Created North Korea and The Young Lieutenant Who Stole His Way to Freedom (2015), a été écrite par le journaliste et écrivain américain Blaine Harden. Une autobiographie est intitulée A MiG-15 to Freedom (1996).
No Kum-Sok apparait dans un épisode de Buck Danny Classic, "Duel sur Mig Alley"
.

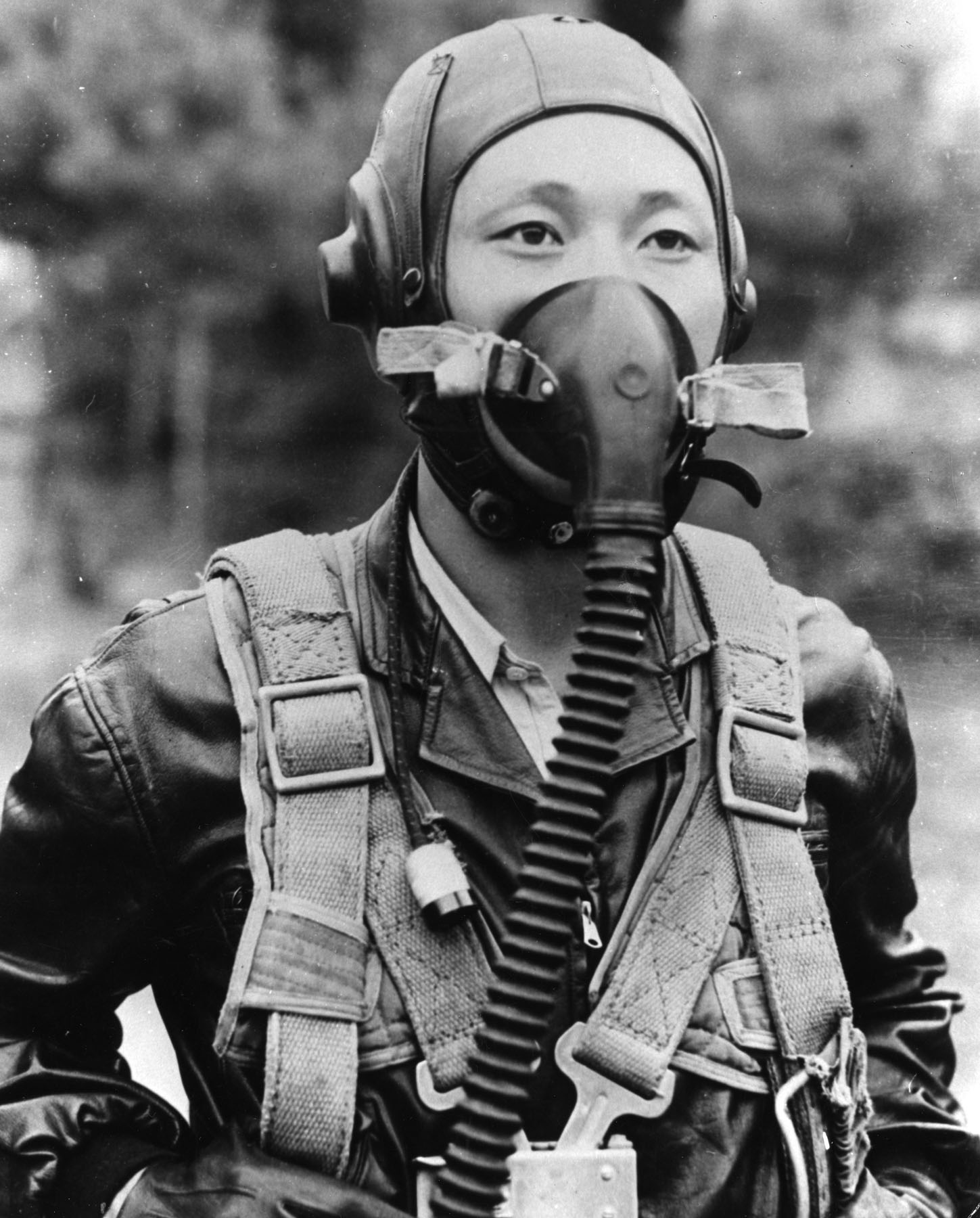
No Kum-sok en habit d'aviateur, 1953.
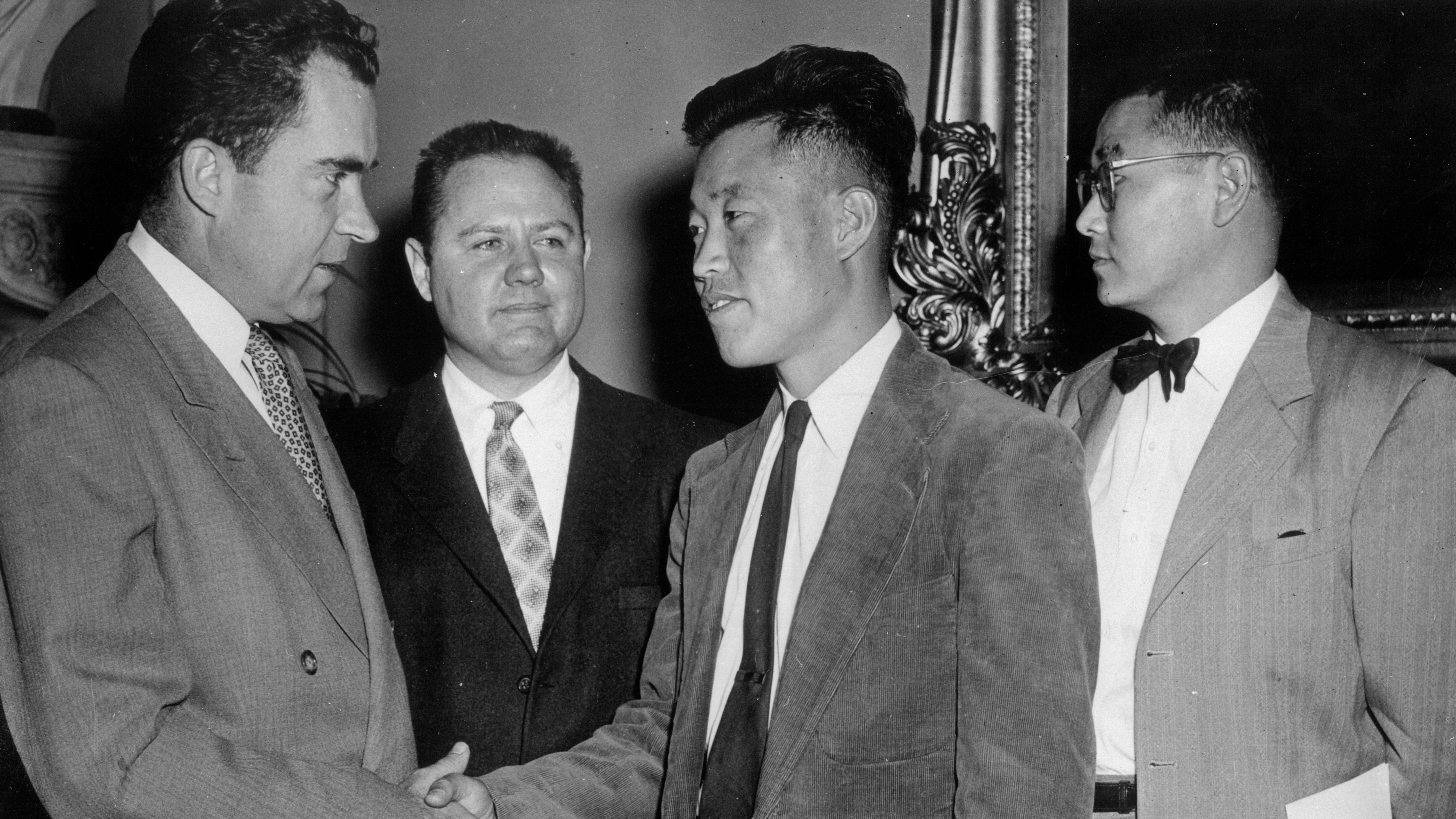
No Kum-sok rencontrant le vice-président des États-Unis Richard Nixon en mai 1954.
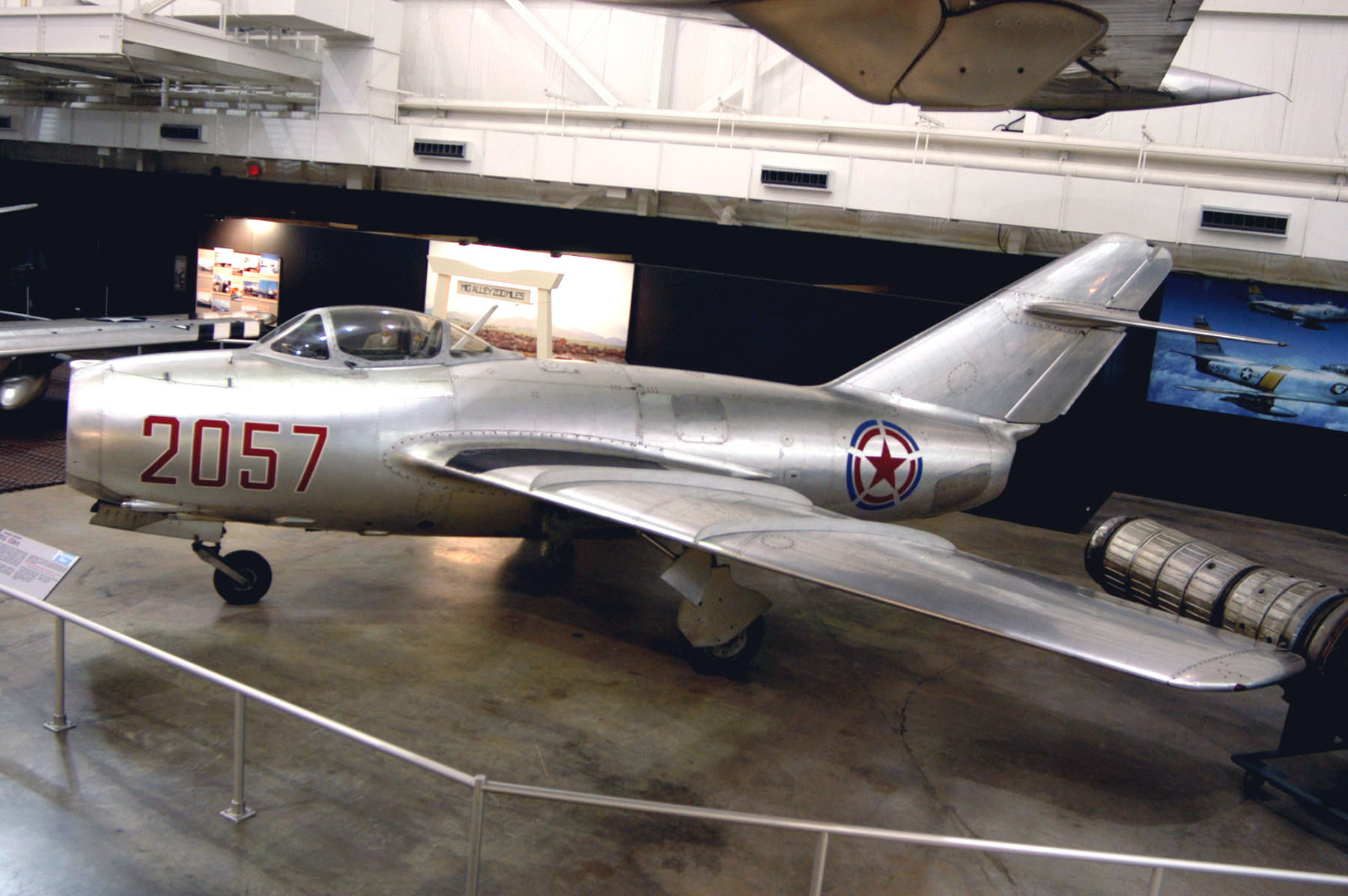
Le MiG-15 de No Kum-sok exposé au National Museum of the United States Air Force.